# Митре Петров
Димитър (Митре) Петров е български революционер, деец на Вътрешната македонска революционна организация.

## Биография
Митре Петров е роден през 1899 година в петричкото село Брезница, тогава в Османската империя, днес в България. През 1921 година се присъединява към ВМРО и действа като четник в Петричко и Горноджумайско. След убийството на Александър Протогеров през 1928 година минава на страната на протогеровистите. Отвлечен е от гара Радомир и е убит от дейци на михайловисткото крило в чифлика на Иван Мотикаров във Върба на 17 септември 1929 година.